# Niklas von Oelreich
Niklas von Oelreich, född 12 januari 1699 i Örsjö, Skåne, död 4 december 1770 i Stockholm, var en svensk professor och ämbetsman.

## Biografi
Oelreich blev student vid Lunds universitet 1716, filosofie magister 1726, docent i geometri 1727, filosofie adjunkt samma år samt universitetsbibliotekarie och e.o. professor 1732. År 1737 utnämndes han, med behållande av bibliotekarietjänsten, till professor i litteraturhistoria, företog 1738–44 en utlandsresa och befordrades 1739 till professor i teoretisk filosofi. År 1746 utnämndes han till censor librorum. Som censor kom han redan från början i ständiga strider med andra myndigheter, som också hade tillsyn över litteraturen, särskilt Stockholms konsistorium, och med sina egna överordnade i Kanslikollegium. Han förde ofta upplysningens, det sunda förnuftets och frihetens talan, men var även påverkad av sårad fåfänga, grälsjuka och egennytta.  
I början tjänade Oelreich det styrande hattpartiet, och då det gällde att i den häftiga konflikten mellan rådet och kungen bearbeta opinionen till förmån för rådets uppfattning, utgav han 1755 Sveriges första politiska tidskrift, "En ärlig swensk". Han torde även själv varit den främste skribenten och artiklarna förhandsgranskades av ledande personer inom hattpartiet innan tryckningen. Tidningen, som utkom 1755–56, väckte stor uppmärksamhet och vann för sin tid en betydande spridning. Den blev till slut en fortlöpande kommentar av regeringssättet, där man försökte hävda det fullt utvecklade ståndsväldets överensstämmelse med grundlagarna och förnuftet. von Oelreich var en av dom första som använde beteckningen "Frihetstiden" i sin skrifter. 
Oelreich, som 1749 upphöjts i adligt stånd, belönades efter riksdagens slut med en gåva på 20 000 daler silvermynt. Missnöjd med denna belöning, fjärmade han sig under de följande åren från hattpartiet och närmade sig dess motståndare mössorna, som med hans hjälp fick sina skrifter publicerade under växande träta mellan Oelreich och Kanslikollegium, som dock ej vågade göra sig av med honom. Av sina nya vänner utnämndes han 1762 till statssekreterare och 1767, efter censorsämbetets indragning på grund av den nya tryckfrihetsförordningen 1766, till president i Kommerskollegium. Förutom "En ärlig swensk" författade han åtskilliga disputationer.